# Рудерман, Михаил Исаакович
Михаил Исаакович Рудерман (5 мая 1905, Полтава — 30 мая 1984, Москва) — русский советский поэт, поэт-песенник, сценарист. Член Союза писателей СССР. Автор текста к песням «Тачанка» (музыка К. Я. Листова, 1937) и «Махорочка».

## Биография
Родился 5 мая 1905 года в Полтаве, в семье ремесленника. Юность провёл в Харькове, в 1925 году окончил Харьковский институт народного образования.
В середине 1920-х перебрался в Москву, работал в «Комсомольской Правде». Печатался в газетах и журналах — «Комсомольской правде», «Правде», «Красной нови», «Новом мире».
С 1928 года работал в детской литературе. Опубликовал детские стихотворные сборники «Субботник», «Эстафета», «На крейсере», «Северный май».
В 1930 году по его сценариям было снято два фильма «Последний бек» (режиссёр Ч. Сабинский) и «Дочь святого» (1930, режиссёр О. Фрелих) — оба сняты на «Узбекгоскино».
В 1933 году вышла книга стихов «Звёздный пробег». Писал прозу, которая была собрана в книжке «Штрафная жизнь» (1935).
В соавторстве с композиторами написал несколько песен: с К. Листовым — «Белые ночи», «Богатырка», «Махорочка», «Зацветали липы»; с Б. Терентьевым — «Молодая рота», «Старшина», «Я море люблю»; с И. Дунаевским — «На разъезде»; с Н. Будашкиным — «Хорошее утро»; с Л. Бакаловым «Шёл старик из-за Дуная».
Наибольшую известность поэт получил как автор стихов к песне «Тачанка» на музыку Константина Листова.
Умер 30 мая 1984 года. Похоронен в Москве на Кунцевском кладбище.

## Культурное наследие
«Тачанка» была исполнена Ансамблем песни и пляски А. Александрова. Последний куплет этой песни в редакции 1936 года звучал так:
По земле грохочут танки,

Самолёты петли вьют,

О будённовской тачанке

В небе лётчики поют.

И врагу поныне снится

Дождь свинцовый и густой

Боевая колесница,

Пулемётчик молодой.

## Интересные факты
Владимир Тендряков вспоминал в повести «Охота» :
Вокруг института, тут же во дворе дома Герцена и за его пределами жило немало литераторов. Почти каждое утро возле нашей двери вырастал уныло долговязый поэт Рудерман.
— Дайте закурить, ребята.
Он был автором повально знаменитой:
Эх, тачанка-ростовчанка,

Наша гордость и краса!..
Детище бурно жило, забыв своего родителя. «Тачанку» пели во всех уголках страны, а Рудерману не хватало на табачок:
— Дайте закурить, ребята.
Его угощали «гвоздиками».
Практически теми же словами в своей повести «Входите узкими вратами» об этом рассказал Григорий Бакланов, также учившийся в Литинституте в этот период.